# Vinderslev Kirke
Vinderslev Kirke er en kirke i Vinderslev Sogn i det tidligere Lysgård Herred, Viborg Amt, nu Silkeborg Kommune. Kor og skib er opført i romansk tid af fint tilhugne granitkvadre over skråkantsokkel. Koret har profileret gesims, der er ført hen over gavlen. Skibets vestende har formodentlig fungeret som forhal eller dåbskapel og har formodentlig båret et romansk tårn. Foroven i korets østhjørner er indfældet små søjler, i korets gavlspids ses en søjledelt dobbeltåbning. I nordmuren ses to tilmurede romanske vinduer. Det nuværende sengotiske tårn er bygget af genbrugte kvadre og mursten.
Kirken har to fornemme søjleportaler. Nordportalen har tre søjlepar med billedsmykkede kapitæler. Søjlerne bærer tre bueslag omkring en tympanon med fremstilling af Kristus flankeret af to fugle. Sydportalen har to bueslag og fire søjler samt tympanon med løve og ørn. I tårnets murværk er indmuret en romansk hjørnekvader med løverelief og en kvader med arkader. Et par detaljer i korets udvendige udsmykning menes at have tilknytning til en bygmesterskole i Ribe. Kirken blev restaureret i 1881 ved Frits Uldall, der flyttede nordportalen fra tårnets vestside til dens nuværende placering.
På kirkegården ses to små stenkors som stammer fra en middelaldergrav. De to kors har fungeret som endestykker på en stengrav. På det ene kors ses på forsiden en mand med jødehat. Omkring ham ses værktøj, en ambolt, en kvaderstensmur og en harpe, måske er det et portræt af mesteren, der stod for kirkebyggeriet. På bagsiden ses en klokke. Harpen og klokken kunne imidlertid også pege på den person, som har betalt kirkebyggeriet. Klokken blev normalt støbt af specialister og harpen kunne mere pege mod en højt kultiveret person fra overklassen.

## Inventar
Den oprindelige korbue med attisk profileret sokkel og kragbånd er bevaret. Kirken fik indbygget hvælv i sengotisk tid. Koret har ottedelt hvælv, som formodentlig er ældre end skibets to stjernehvælv og krydshvælv. Tårnrummet åbner sig mod skibet ved en rund tårnbue. Altertavlen bærer årstallet 1638, maleriet med den gode hyrde er af Gøtzsche fra 1919. Prædikestolen er fra 1636. På korets nordvæg hænger en tidligere altertavle fra 1564, den har både fungeret som altertavle og epitafium for Niels Skeel (død 1561), i midterfeltet ses Hans Skeel, Niels Skeel, Karen Krabbe, Ingeborg Skeel og Dorte Skeel, billedfeltet omkranses af anevåben for Niels Skeel og Karen Krabbe.

## Kalkmalerier
Den dekorative udsmykning i korhvælvet dateres til omkring 1550, den har aldrig været overkalket men blev hårdt restaureret af Jacob Kornerup i 1894. Her ses løvranker og fugle samt hoveder af dyr, mennesker og engle, desuden et herremandspar (Karen Krabbe og Niels Skeel). Karen Krabbe sidder med et spil kort foran sig, onde tunger sagde hun spillede gården bort i kortspil. Historien fortæller også, at Karen Krabbe vandt en sum penge i kortspil og lod kirken bygge for disse penge, denne historie kan dog ikke passe tidsmæssigt, og ifølge kirkeværgen har man bevaret skødet på gården, og der er ikke tegn på, at Karen Krabbe har tabt den i kortspil. Nederst ses en våbenfrise med 16 anevåben, der næsten er nymalet af Kornerup i 1894.
Skibets kalkmalerier dateres til omkring 1510, de blev afdækket af Kornerup i 1880 og 1886. I 1913 restaurerede Eigil Rothe skibets første hvælv. I 1916 restaurerede han skibets 2.fag og korhvælvet. I 1978-79 genrestaureredes kalkmalerierne af M. Jensen og Kirsten Trampedach.
I skibets 1.fag i østkappen ses Dommedag. To basunspillende engle forkynder Dommedag, omkring Kristus på himmelbuen ses to spillende engle med violin og håndbækkener, de døde står op af gravene, en kvinde klynger sig til Johannes kappe, men en køllesvingende djævel har fået fat i hende, en hovedløs krop med hovedet mellem hænderne er på vej op mod Kristus, Maria fremviser sit bryst, bag hende ses en lutspillende engel og Sankt Peter, som lukker to sjæle ind i Himmelborgen.
I skibets 1.fag i nordkappen ses himmelborgen. En lang smal gang fører fra østkappens indgang til en port med trompetspillende engle. I paradiset ses en bygning med spillende engle på toppen, i salen mødes de salige sjæle, de har alle samme alder, da man mente, at man genopstod i den alder, som Kristus havde ved opstandelsen (ca. 35 år). I forbindelse med forkyndelse og tårnmusik bruges kraftige instrumenter ("haut") som basun og trompet, de blidere instrumenter ("bas") som lut, violin og harpe bruges ved mere inderlige scener. I helvedet bruges de skingre instrumenter som sækkepibe og skalmeje.
I skibets 1.fag i sydkappen ses helvedet. Et firbenet fantasidyr bringer en kvinde (hovedet er gået tabt) til helvede. En djævel med hjortegevir og menneskehoved på maven står ved siden af helvedgabet. I skibets 1.fag i vestkappen ses Skiderikken. Hvorfor denne provokerende figur er blevet malet i forbindelse med Dommedagskristus er endnu ikke forklaret, i forbindelse med restaureringen i 1913 blev hans kønsorganer overmalet. Mod nord ses et fuglemenneske med hellebard (en Tranehals).
I skibets 2.fag i østkappen ses gæssene klynge ræven op i en galge, en vildmand med lanse og bue samt et behåret fantasivæsen med hængeører. På nordpillen ses en dødning med le. Ræven er den falske prædikant, som forfører menigheden. Men menigheden (gæssene) gennemskuer ondskaben og klynger ræven op i galgen. Udsmykningen i Ottestrup Kirke tillægges også Vinderslev værkstedet, her ser man også motivet med gæssene som hænger ræven. Men i modsætning til Ottestrup er ræven i Vinderslev stadig levende, den forsøger at gøre sig fri. I den franske fortælling om ræven, Roman de Renard, forsøger man at hænge ræven, men den slipper væk. I denne bog er hovedpersonen ikke en prædikant men en pilgrim og satiren har et andet indhold end andre rævehistorier. Muligvis drejer det sig her om Den omvendte Verden. De ulmende reformatoriske bevægelser i Europa kan også være baggrund for dette motiv. Fantasivæsenernes betydning i sammenhæng med hængningen af ræven er svære at tolke. På den nordre pille ses en dødning med le, et Memento mori, der minder menigheden om, at alle skal dø, og man altid skal være beredt til at møde døden.
Den romanske døbefont af granit har på kummen to par dobbelt løver omkring fælles mandshoved, på den kapitælformede fod ses hoveder på hjørnerne og dyr i felterne.

## Eksterne kilder og henvisninger
- Wikimedia Commons har flere filer relateret til Vinderslev Kirke
- Kirkens beskrivelse hos Runeberg: Trap 3-4, p. 747 Vinderslev Sogn
- Vinderslev Kirke Arkiveret 31. januar 2011 hos  Wayback Machine hos nordenskirker.dk
- Vinderslev Kirke i Den Store Danske på Lex.dk
- Vinderslev Kirke hos KortTilKirken.dk